# Stade Saint-Germain
El club Stade Saint-Germain fue un club francés activo desde 1904 hasta 1970, año en el cual fue fusionado con el Paris FC para formar el Paris Saint-Germain.
El mejor momento del club fue en la Coupe de France en la temporada 1968–69, donde llegó a cuartos de final donde quedó eliminado contra el Olympique de Marsella.